# 蘇永大
蘇永大（英語：Paul Su Yong-da；{1958年7月6日—；聖名：保祿）是天主教中國籍主教及中國天主教愛國會成員。現任廣東北海教區主教。

## 生平
蘇永大出生於1958年7月6日，在中國廣東省。1991年5月19日，蘇永大在32歲時晉鐸。
2004年，蘇永大神父在46歲時獲選為北海教區主教候選人，其後獲時任教宗若望保祿二世認可成為北海教區主教。同年11月9日，蘇永大在聖維多爾主教座堂由沂州教區主教房興耀主禮，嘉應教區主教廖宏清和南寧總教區助理主教譚燕全襄禮晉牧。
蘇永大主教在任內先後襄禮晉牧於2006年的自選自聖雲南昆明總教區主教馬英林、2007年的廣東廣州總教區主教甘俊邱與湖北宜昌教區主教呂守旺和2011年的自選自聖廣東江門教區主教梁建森。